# Philippe Amiguet
Pour les articles homonymes, voir Amiguet.
Philippe Amiguet, né à Moudon le 4 juillet 1891 et mort à Prilly le 27 novembre 1974, est un écrivain, journaliste, pasteur et bellettrien vaudois.

## Biographie
Originaire d'Ollon, Philippe Amiguet devient pasteur à Jemappes après avoir obtenu sa licence en théologie à l'Université de Lausanne. 
Exerçant comme écrivain et journaliste, Philippe Amiguet vit à Paris de 1920 à 1939 où il est collaborateur du Temps, de L'Ordre, du Quotidien et de Paris-Midi. De retour à Lausanne, il fonde et dirige le Mois suisse de 1939 à 1945 et poursuit sa carrière de chroniqueur historique à la Nouvelle revue de Lausanne de 1946 à 1974.
En 1922 il inaugure la rubrique cinématographique de la Tribune de Lausanne et publie le premier recueil suisse de critique de films : Cinéma! Cinéma! (1923). Jusqu'en 1938, il demeure correspondant à Paris pour la Gazette de Lausanne et rédacteur en chef du mensuel pro-fasciste Le Mois Suisse. 
Auteur de plusieurs romans et ouvrages historiques, Philippe Amiguet reçoit le prix Schiller pour Le Pasteur Martin et le prix Thérouanne de l’Académie française en 1958 pour La Grande Mademoiselle. Il travaille également comme scénariste, avec Maurice Porta, sur le premier film vaudois tourné à Evolène en 1921 : Le pauvre village. Il décède à Prilly le 27 novembre 1974.

## Sources
- « Philippe Amiguet », sur la base de données des personnalités vaudoises sur la plateforme « Patrinum » de la Bibliothèque cantonale et universitaire de Lausanne.
- « Philippe Amiguet » dans le Dictionnaire historique de la Suisse en ligne.
- Hans Ulrich Jost, Le salaire des neutres Suisse, 1938-194, p. 140 et 148
- Belles-Lettres de Lausanne, Livre d'Or du 150e anniversaire, 1806-1956, p. 460 (1783), Bellettrien le 21 janvier 1916
- La Revue de Belles-Lettres, 1976, p. 11
- A. Chaperon, "L'homme de nulle part", in Revue historique vaudoise, 1996, 15-25
- Nouvelle Revue de Lausanne, 1974/11/28
- Gazette de Lausanne, 1974/12/01, (nécrologie), p. 21